# Kelisia fuscovittata
Kelisia fuscovittata är en insektsart som beskrevs av Frederick Arthur Godfrey Muir 1926. Kelisia fuscovittata ingår i släktet Kelisia och familjen sporrstritar. Inga underarter finns listade i Catalogue of Life.